# نيكولاس إدورد جوليان بوكوك
نيكولاس ادورد جوليان بوكوك " Nicholas Edward Julian Pocock" وٌلد في 15 ديسمبر 1951 في مدينة مريكيبو " Maracaibo " في فنزويلا . كان لاعب للعبة الكريكيت الإنكليزية لفريق هامبشر 
" Hampshire" من سنة 1976 إلى 1984 م. كان كابتن لهم من سنة 1980م حتى تقاعد سنة 1984م.